# 接続 ザ・コンタクト
『接続 ザ・コンタクト』（せつぞく ザ コンタクト、原題：접속）は、1997年公開の韓国映画。

## 概要
パソコン通信での出会いをテーマにした恋愛映画で、1997年の韓国映画興行成績第1位となり、その大ヒットと社会現象から「接続シンドローム」という言葉も生み出された。日本では劇場未公開で、1999年にNHK教育テレビで放送された後、ビデオ化された。

## ストーリー
ラジオで音楽番組を担当するディレクターのドンヒョンとCATVホームショッピングガイドのスヒョン。ヴェルヴェット・アンダーグラウンドの音楽をきっかけに、お互い会ったこともない2人はパソコン通信で匿名の対話を交わすようになる。

## キャスト
- ドンヒョン：ハン・ソッキュ
- スヒョン：チョン・ドヨン
- ウニ：チュ・サンニ
- ギチョル：キム・テウ

## スタッフ
- 監督：チャン・ユニョン
- 製作：イ・ウン、シム・ボギョン
- 脚本：チョ・ミョンジュ、チャン・ユニョン、キム・ウンジョン
- 音楽：チェ・マンシク
- 撮影：キム・ソンボク

## 受賞歴
- 第35回大鐘賞 - 最優秀作品賞・新人監督賞・新人女優賞（チョン・ドヨン）・照明賞・脚色賞
- 第18回青龍映画賞 - 新人女優賞（チョン・ドヨン）
- 第18回韓国映画評論家協会賞 - 新人監督賞・新人女優賞（チョン・ドヨン）・音楽賞・技術賞